# Once Caldas (equipo de baloncesto)
Club Manizales-Once Caldas es un club de baloncesto colombiano de la ciudad de Manizales. Actualmente juega en el Baloncesto Profesional Colombiano. Su sede para los partidos como local es el Coliseo Jorge Arango Uribe. El club pertenece a la Corporación Deportiva Manizales Once Caldas la cual maneja otros deportes como el futsal y el fútbol.

## Historia
Fundado el 5 de marzo del 2012 para participar en la edición del 2013 del Baloncesto Profesional Colombiano donde terminaría la primera fase como tercero clasificándose así a la segunda fase del torneo junto a los otros 5 equipos clasificados, en esta ronda finalizaría cuarto pero le alcanzó para entrar a las semifinales donde se enfrentó a Bambuqueros de Neiva y perdió la llave 3-0, posteriormente los de Neiva serían campeones. Para el segundo semestre no se logró la clasificación a semifinales quedando séptimo entre los 10 equipos que participaron en el torneo.
El 17 de junio de 2014 obtuvo el reconocimiento deportivo por parte de Coldeportes mediante la resolución n.º 001289, convirtiéndose así en el cuarto equipo profesional de baloncesto en Colombia es obtener tal reconocimiento importante para las instituciones deportivas del país.

## Participaciones en la Liga Colombiana
- Liga Colombiana de Baloncesto: 6 temporadas (2013-I, 2013-II, 2014-I, 2014-II, 2015-II y 2015-II)

- Mejor presentación:  4° lugar (semifinal) 2013-I y 2015-II
- Peor presentación: 11° lugar (primera fase) 2014-I